# La fortaleza (película colombiana)
La fortaleza es una película documental colombiana producida por Indigo Cine en coproducción con Señal Colombia RTVC con el apoyo de ProImágenes Colombia y el Fondo Nacional del Cine Colombiano. Fue estrenada el 30 de enero de 2020 en las salas de Cine Colombia, Royal Films y Procinal, distribuida por la agencia Docco. Dirigida por Andrés Torres, relata la historia de un adolescente que viaja por toda Colombia siguiendo al equipo de fútbol del que es hincha. 
La cinta ha sido exhibida en importantes eventos a nivel nacional e internacional, entre los que destacan el  Festival de Cine de Cartagena, el Sheffield Doc Fest de Inglaterra (donde estuvo nominada al Premio New Talents), el Festival Internacional de Cine de Valdivia en Chile (donde recibió el Pudú de Oro a Mejor Película Juvenil Internacional) y el Festival Internacional de Cine de Santander, donde recibió el galardón a mejor película y una mención especial. Además, fue escogida como película de clausura de la Muestra Internacional Documental de Bogotá MIDBO e hizo parte del Ciclo Imperdibles del Museo de Arte Moderno de Medellín MAMM.

## Sinopsis
El Atlético Bucaramanga es el equipo más popular del departamento de Santander. Jorge, un adolescente, es su más fiel seguidor. Acompañado de sus inseparables amigos, quienes comparten su misma pasión, Jorge se embarca en una travesía por las carreteras colombianas con el único objetivo de acompañar a su equipo del alma hacia el tan anhelado ascenso, luego de vivir terribles años en la segunda división del fútbol profesional colombiano.

## Recepción
En Colombia, la película fue muy bien recibida por el público, destacando como una de las cintas más taquilleras producidas en la región de Santander. Además logró un impacto importante en un público diverso diferente de la tradicional audiencia cinéfila y académica.
De parte del sector cinematográfico en Colombia, la película fue bien recibida por la crítica especializada recibiendo diferentes comentarios y críticas. Hernán Cortés del portal Otros Cines afirmó: "Se trata de una experiencia por momentos extrema, en la que el director juega al límite en lo físico y en lo ético". Danny Arteaga, crítico de la Revista Arcadia, reconoce por otro lado el punto de vista: "El registro de los tres adolescentes y sus andanzas no se hace desde distancias temerosas, como si se filmara a animales salvajes. Todo lo contrario, el lente es cercano a los personajes y a su entorno. Los acompaña en su ritualidad".
Por otro lado, Jerónimo Rivera, crítico de El Tiempo y el Nuevo Siglo, afirma que "Logra un documental sólido, inquietante e inmersivo y va más allá de la anécdota para presentar a unos personajes marginados entre los marginados, con una mirada cercana y desprejuiciada". Además, el crítico Manuel Kalmanovitz de Revista Semana reconoce que el documental “Captura de cerca el mundo de una de las hinchadas más violentas del país, haciéndole el quite a lo escandaloso y a las denuncias fáciles. En cambio, los acompaña dejando ver cómo sus esperanzas vitales están ligadas al destino de su equipo y el lugar inmenso que ocupa el fútbol en sus vidas. Es un retrato magnético gracias a la inmediatez de las imágenes, al aire de simpleza y peligro que emana de estos muchachos y al suspenso que produce sentir que el descontento existencial con el que andan a cuestas puede explotar violentamente en cualquier momento”. Sin embargo, André Didyme de Rolling Stone fue menos entusiasta, comentando: "Es una lástima que ideas tan poderosas se desperdicien con una cinta a la que le falta dinamismo, elocuencia y contundencia".
Otras críticas sobresalientes incluyen el comentario de la poeta Beatriz Vanegas Athías en su columna de El Espectador: "El fútbol, los amigos, la bandera leoparda, la cumbia y la esperanza de que su equipo casi centenario por fin obtenga una estrella es lo único que piden. Y los sueños que sostienen sus días. La belleza de la desesperanza es la apuesta del director en este documental. Vayan a verlo".
En Europa el portal británico Backseat Mafia afirmó: "La Fortaleza demuestra con qué facilidad algo como el fútbol puede llenar un vacío creado por el desempleo, la pobreza y la degradación. Ser un ultra se convierte en una forma de vida y un medio para escapar de las privaciones de la vida cotidiana. Las imágenes son impresionantes, especialmente la loca lucha por asegurar el transporte. Es en los momentos más tranquilos, cuando las máscaras se deslizan, que vemos el interior de las vidas de estos jóvenes. En este aspecto, La Fortaleza logra pintar un cuadro de un país plagado de desigualdad y violencia".